# Kurt Voit
Kurt Karl Rudolf Michael Voit (* 16. Januar 1895 in München; † 29. August 1978 in München) war ein deutscher Mediziner. Er war von 1959 bis 1960 Rektor der Universität Mainz.

## Leben

### Werdegang
Voit legte im Februar 1914 sein Abitur in Gießen ab und fing im April 1914 ein Studium der Medizin an der Universität Gießen an. Dieses musste er im September 1914 jedoch unterbrechen, da er als Leutnant der Reserve zum Wehrdienst im Ersten Weltkrieg eingezogen wurde. Im Jahr 1918 endete der Krieg und er setzte sein Studium an den Universitäten Gießen und München fort. Im Jahr 1921 erlangte er sein Medizinisches Staatsexamen an der Universität Gießen und promovierte 1922 „zur Frage der quantitativen Bestimmung des Formaldehyds im Harn nach Zuführung von Urotropin, Krit.-analyt. Untersuchungen“. Während des Studiums war er von 1920 bis 1922 Medizinalpraktikant an der Universität Gießen und von 1922 bis 1924 Assistent von Maximilian Borst am Pathologisch-Anatomischen Institut München und zeitweise bei seinem Vater Fritz Voit am Institut für Physiologische Chemie in Gießen.
Von 1924 bis 1925 arbeitete Voit als Assistent an der Universität Gießen in der Medizinischen Klinik und von 1925 bis 1926 als Assistent an der Universität Marburg in der Medizinischen Klinik. Danach war er im Jahr 1927 Volontärassistent an der Universität Breslau und von 1928 bis 1933 Assistent in der Medizinischen Klinik der Universität Breslau. Im Juli 1928 erlangte er eine Habilitation mit dem Titel „Über das Verhalten der Ameisensäure im diabetischen Organismus“ an der Universität Breslau. Er arbeitete von 1933 bis 1934 als Oberarzt und gleichzeitig nicht beamteter außerordentlicher Professor an der Universität Breslau. Im Jahr 1934 übernahm er eine Institutsleitung und wurde stellvertretender Direktor der Medizinischen Klinik der Universität Breslau. Er wechselte zur Universität München und war dort von 1935 bis 1936 Oberarzt in der 1. Medizinischen Klinik. Anschließend war er von 1936 bis 1940 als Chefarzt im Städtischen Krankenhaus Solingen tätig.
Im März 1940 wurde er zum Wehrdienst einzogen und als beratender Internist eingesetzt. Im Juli 1942 endete sein Wehrdienst und er wurde kurzzeitig Chefarzt im Reservelazarett II in Gießen. Im Oktober 1942 setzte Voit seine akademische Karriere bereits fort und wurde außerordentlicher Professor und übernahm zudem die Leitung eines Instituts und wurde Direktor der Medizinischen Klinik sowie Nervenklinik an der Universität Gießen. Von 1944 bis 1946 war er ordentlicher Professor und im Juni 1945 Prorektor der Universität Gießen.
Im Jahr 1946 wechselte er an die Universität Mainz und war dort bis 1963 ordentlicher Professor sowie Institutsleiter und Direktor der 1. Medizinischen Klinik und Poliklinik. Zudem war er von 1947 bis 1949 Dekan an der Medizinischen Fakultät. Von 1959 war er Rektor und von 1960 bis 1961 Prorektor der Universität Mainz. Im Jahr 1963 folgte die Emeritierung.
Er war Ehrenmitglied der Deutschen Gesellschaft für Innere Medizin und der Deutschen Gesellschaft für Rheumatologie und wurde 1962 als Mitglied in die Deutsche Akademie der Naturforscher Leopoldina aufgenommen.

### Politische Betätigung
Voit war politisches Mitglied des Wehrverbandes „Stahlhelm, Bund der Frontsoldaten“. Dort trat er aus, um eine Überführung in die Sturmabteilung (SA) zu umgehen.
Des Weiteren trat er 1937 der NSDAP bei (Mitgliedsnummer 6.014.285).

## Auszeichnungen
- Eisernes Kreuz 2. Klasse
- Eisernes Kreuz 1. Klasse
- Kriegsverdienstkreuz 2. Klasse mit Schwertern
- Kriegsverdienstkreuz 1. Klasse
- Großes Bundesverdienstkreuz (5. April 1963)

## Veröffentlichungen (Auswahl)
- Zur Frage der quantitativen Bestimmung des Formaldehyds im Harn nach Zuführung von Urotropin, Krit.-analyt. Untersuchungen. Dissertation, Gießen 1922
- Über das Verhalten der Ameisensäure im diabetischen Organismus. Springer, Berlin 1928